# سیسکو (کنتاکی)
سیسکو (به انگلیسی: Cisco) یک منطقهٔ مسکونی در ایالات متحده آمریکا است که در شهرستان مگافین، کنتاکی واقع شده‌است. سیسکو ۲۵۵٫۱۲ متر بالاتر از سطح دریا واقع شده‌است.